# Arve Tellefsen
Arve Tellefsen  est un violoniste  norvégien de musique classique, né le 14 décembre 1936 à Trondheim, Norvège.

## Biographie
En 1955, il commence ses études au Conservatoire de musique de Copenhague et commence sa carrière en 1959, dans le grand hall de l'université d'Oslo.
En août 2009, il est fait docteur honoris causa de l'Académie norvégienne de musique.